# Hastík
Příjmení Hastík, přechýleně Hastíková, nosí více osobností:
Mužský tvar
- Jan Hastík (* 1943) – český fotbalista
- Jaroslav Hastík (* 1954) – český fotbalista, trenér a funkcionář
- Jiří Hastík (* 1945) – český malíř, kreslíř a grafický designér
- Václav Hastík (* 1947) – český fotbalový brankář a trenér